# 比亞瓦-波德拉斯卡省
比亞瓦-波德拉斯卡省（województwo bialskopodlaskie）是波蘭歷史上的一個省，始於1975年。1999年1月1日被併入盧布林省。
1998年面積5,348平方公里。人口309,200人。首府比亞瓦-波德拉斯卡。